# Любарка (Баштанський район)
Лю́барка — колишнє село в Україні, у Привільненській сільській громаді Баштанського району Миколаївської області. Населення становить 0 осіб.

## Населення
Згідно з переписом УРСР 1989 року чисельність наявного населення села становила 15 осіб, з яких 3 чоловіки та 12 жінок.
За переписом населення України 2001 року в селі мешкало 11 осіб. 100 % населення вказало своєю рідною мовою українську мову.